# Vanni degli Abati del Malia
Vanni di Bino, detto Malìa, noto come Vanni degli Abati del Malia (XIII secolo – 1334), è stato un nobile e politico italiano, signore di Grosseto dal 1317 al 1334.

## Biografia
Nacque nella seconda metà del XIII secolo da Bino di Abate, il quale, ribellatosi alla Repubblica di Siena, aveva assicurato la propria signoria sulla città di Grosseto. La Cronaca senese di Agnolo di Tura attribuisce anche a Vanni, detto Malìa, il merito di avere condotto la rivolta del 1312 insieme al padre, tanto che «rimase a Bino e al Malia suo figliuolo la signoria di Grosseto». Il dominio della città fu tollerato e riconosciuto da Siena, come è testimoniato nella trattativa di pace del 17 aprile 1317 tra la Repubblica e i conti Aldobrandeschi, dove Vanni è menzionato come «Malia olim Bini de Grosseto». In questa data, dunque, Bino risultava già deceduto e feudatari della città sono Vanni (o Malìa) insieme al fratello Abbatino (o Batino).
Vanni aveva scelto di schierarsi con la parte guelfa per contrastare i ghibellini Aldobrandeschi, storici feudatari della Maremma, ingraziandosi così i senesi. Tuttavia, per mantenere la pace con Siena, accettò di sottostare al pagamento di un censo da parte del comune di Grosseto, ma non della tassa sui beni che con il fratello possedeva nel contado senese, in particolare «apud castrum de Saxo Maritime». Sulla questione si pronunciò nel 1324 il giurista Cino da Pistoia, lettore dell'Università di Siena, che riconobbe il diritto degli Abati del Malia di non pagare l'imposta (detta della "Tavola") in quanto non cittadini senesi. Nel 1325 un contingente di cavalieri grossetani prese parte in sostegno dei senesi alla battaglia di Altopascio contro i fiorentini.
Nel settembre 1328 la città subì l'assedio da parte delle truppe imperiali di Ludovico il Bavaro, di ritorno dalla sua incoronazione a Roma, intenzionato a sottrarre la città al dominio guelfo per restituirla agli Aldobrandeschi. Vanni guidò con il fratello Abbatino la difesa della città, riuscendo a resistere per quattro giorni finché l'imperatore, a causa dell'arrivo di un contingente senese e con la morte di Castruccio Castracani che rischiava di togliere Pisa dall'influenza ghibellina, preferì ritirare l'assedio.
Vanni detto Malìa è nominato, insieme al fratello e al Comune di Grosseto, tra gli alleati di Siena nel trattato di pace del 1331 con i conti Aldobrandeschi, i quali avevano visto diminuire sempre più il loro dominio sulla Maremma, anche a causa della perdita dei castelli di Arcidosso, Castel del Piano e Scansano. Nel trattato i due fratelli sono indicati tra i sequaces della Repubblica, ben distinti dai cives, comitatini, districtuales e alii de iurisdictione Senarum. Il progetto di Vanni di stabilire una consolidata egemonia politica su Grosseto non trovò tuttavia esito. Alla sua morte, avvenuta nei primi giorni del 1334, i senesi colsero l'occasione per riprendersi la città maremmana e il 13 gennaio di quell'anno inviarono contro Grosseto un esercito comandato da Iacopo Gabrielli da Gubbio, che entrò in città senza combattere e trasportò a Siena come prigionieri il fratello Abbatino e i due figli di Vanni, Binello e Cione. La Repubblica di Siena riformò gli statuti del comune e ordinò la costruzione di un cassero a presidio della città, mentre gli eredi di Vanni, graziati per i servizi che la famiglia aveva prestato in qualità di alleata, vennero esiliati da Grosseto e trattenuti a Siena.

## Famiglia
- Manto (bis-nonno)
  - Abate (nonno)
    - Bino (padre)
      - Vanni, detto Malìa
        - Binello (figlio)
        - Cione (figlio)

      - Abbatino (fratello)

### Esplicative
1. ↑  La dicitura Abati del Malìa indica i discendenti di Abate di Manto, con l'aggiunta di "del Malìa" per distinguere la famiglia dall'omonima dinastia fiorentina.

### Riferimenti bibliografici
1. ↑  Cappelli 1931, p. 5.
2. ↑   Agnolo di Tura, Cronaca senese,  p. 322.
3. ↑  Cappelli 1931, p. 39.
4. ↑  Cappelli 1931, p. 10.
5. 1 2 3  Mordini 2007, p. 116.
6. ↑  Cappelli 1931, p. 13.
7. ↑  Cappelli 1931, pp. 15-16.
8. ↑  Cappelli 1931, p. 16.
9. ↑  Cappelli 1931, pp. 17-18.